# Donato Negro
Donato Negro (ur. 3 stycznia 1948 w San Cesario di Lecce) – włoski duchowny katolicki, arcybiskup Otranto w latach 2000–2023.

## Życiorys
Wstąpił Papieskiego Regionalnego Seminarium Apulii w Molfetcie. Studiował też w Papieskim Wyższym Seminarium Duchownym w Rzymie. Po święceniach odbył także studia doktoranckie z teologii na Papieskim Uniwersytecie Laterańskim.
Święcenia kapłańskie otrzymał 15 lipca 1972 i został inkardynowany do archidiecezji Lecce. Był m.in. prorektorem (1974-1976) i rektorem (1976-1983) seminarium w Lecce, prowikariuszem generalnym (1983-1989), proboszczem w San Pietro in Lama (1990-1991) oraz rektorem seminarium w Molfetcie.

### Episkopat
22 grudnia 1993 papież Jan Paweł II mianował go ordynariuszem diecezji Molfetta-Ruvo-Giovinazzo-Terlizzi. Sakry biskupiej udzielił mu 10 lutego 1994 ówczesny arcybiskup Lecce – Cosmo Francesco Ruppi.
29 kwietnia 2000 papież mianował go arcybiskupem Otranto. 
19 kwietnia 2023 papież Franciszek przyjął jego rezygnację z pełnionego urzędu, złożoną ze względu na wiek. 